# Waitaria Bay
Waitaria Bay es una localidad en la región de Marlborough, Nueva Zelanda. Se encuentra al norte del Estrecho Kenepuru, parte de los estrechos de Marlborough.
La ciudad es una de las más aisladas en la Isla Sur para tener una escuela. La tienda más cercana está a aproximadamente 50 minutos manejando, la localidad más cercana, Havelock, está a dos horas , y el ciudad principal más cercana, Blenheim, está a dos horas y media.

## Educación
La escuela de Waitaria Bay es una primaria coeducacional, que abarca alumnos de 1 a 8 años, tiene un índice decil de 10 y un total de 20 alumnos. La escuela abrió en 1897.